# Галлюцинации (Настоящий детектив)
«Галлюцинации» (англ. Seeing Things) — второй эпизод первого сезона американского криминального драматического телесериала-антологии «Настоящий детектив». Премьера эпизода состоялась 19 января 2014 года на канале HBO. Режиссёром эпизода стал Кэри Фукунага, сценарий к нему написал Ник Пиццолатто.
В эпизоде показаны два временных периода. В одном из них, в 1995 году, детективы полиции штата Луизиана Растин «Раст» Коул (Мэттью Макконахи) и Мартин «Марти» Харт (Вуди Харрельсон) продолжают расследование убийства Доры Лэнг, при этом показаны подробности личной жизни Марти, который изменяет жене Мэгги (Мишель Монаган). В 2012 году детективы Мейнард Гилбо (Майкл Поттс) и Томас Папания (Тори Киттлз) продолжают беседовать с Растом и Марти по поводу событий семнадцатилетней давности.
По данным Nielsen Media Research, эпизод посмотрели 1,67 млн зрителей, он получил рейтинг 0,7 в возрастной группе от 18 до 49 лет. Эпизод получил положительные оценки критиков, отметивших хорошую актёрскую игру, режиссуру и мрачную атмосферу.

## Сюжет

### 2012
Раст (Мэттью Макконахи) продолжает рассказывать детективам Гилбо (Майкл Поттс) и Папании (Тори Киттлз) о расследовании убийства Доры Лэнг в 1995 году. Он признаётся, что был близок к женитьбе на женщине, с которой его познакомила Мэгги (Мишель Монаган), но из-за сложного характера их отношения закончились и теперь он работает в баре. Он также рассказывает о смерти своей дочери, из-за которой распался его брак. Полицейский департамент, в котором он работал, направил его в управление по борьбе с наркотиками. Работая там, он застрелил наркомана, который сделал своей грудной дочери инъекцию метамфетамина, чтобы «очистить её». Чтобы избежать тюремного заключения за это, он вынужден был на протяжении четырёх лет работать под прикрытием в программе по борьбе с незаконным оборотом наркотиков. После перестрелки, в которой он был ранен, его поместили в психиатрическую больницу. Затем ему предложили выход на пенсию, но он отказался, вместо этого решив поработать в полиции в отделе по расследованию убийств. Ему предложили место в полиции штата Луизиана. Из-за длительной работы под прикрытием, когда он употреблял наркотики, у него появились проблемы со сном и иногда случаются галлюцинации.
В ходе отдельной беседы с детективами Марти (Вуди Харрельсон) отмечает, что, несмотря на поведение Раста, он оказался очень эффективным детективом. Также становится известно, что Марти развёлся с Мэгги.

### 1995
Раст и Марти допрашивают мать Доры Лэнг, миссис Келли (Тесс Харпер). Она сообщает, что отец Доры погиб в автомобильной аварии 11 лет назад, а сама Дора в последнее время ходила в церковь. Затем они говорят с подругой Доры, Карлой (Эйми Брассетт), которая также говорит, что Дора ходила в какую-то церковь.
По дороге в автомобиле Марти спрашивает Раста, почему он остался на ужине несмотря на намёк Марти уйти. Раст отвечает, что ему понравилось общаться с семьёй Марти и рассказывает напарнику, что он тоже был женат, но его брак распался после трагической гибели двухлетней дочки в аварии. Тем же вечером пьяный Марти приходит в гости к своей любовнице Лизе Трагнетти (Александра Даддарио), и они занимаются сексом. Раст покупает метаквалон у проститутки, она же сообщает ему, что Дора работала в каком-то борделе в трейлерном парке под названием «Ранчо» за городом.
Утром в раздевалке полицейского участка Раст замечает, что Марти изменял жене, о чём сообщает напарнику. Это приводит Марти в бешенство.
Детективы отправляются на поиски «Ранчо». Автомеханики сначала не хотят ничего говорить, но Раст избивает их и узнаёт о местонахождении борделя. На самом «Ранчо» они допрашивают Бет (Лили Симмонс), молодую проститутку, которая дружила с Дорой Лэнг. Она даёт им сумку Доры. В сумке находится дневник Доры Лэнг, в котором упоминаются «Жёлтый король» и «Каркоза». Марти высказывает своё недовольство по поводу несовершеннолетней Бет содержательнице борделя Джен (Андреа Франкл). Она отвечает, что Марти не знает ничего о жизни девушек, работающих в борделе.
Марти с семьёй посещает родителей Мэгги. Отец Мэгги жалуется Марти на современные нравы. Марти отпрашивается у Мэгги пораньше уйти для работы над делом. Позднее Марти и Мэгги ссорятся.
В полицейском участке майор Кен Кесада (Кевин Данн) представляет детективам оперативную целевую группу, которой поручено расследовать преступления, связанные с оккультизмом по просьбе двоюродного брата губернатора. Раст не в восторге от этого и грубит детективам, после чего Кесада гневно отчитывает Раста. Кесада сообщает Коулу, что его поведение терпят только из-за репутации Марти. Он требует, чтобы детективы сотрудничали с опергруппой, иначе они будут отстранены от дела. Также он даёт им две недели на получение новых зацепок по делу.
Раст и Марти посещают полуразрушенную церковь «друзей воскресения Христа», которая ранее сгорела. На одной из уцелевших стен они находят рисунок женщины с оленьими рогами, которая находилась в той же позиции, что и убитая Дора Лэнг.

## Восприятие

### Рейтинги
Эпизод посмотрели 1,67 млн зрителей, рейтинг у аудитории от 18 до 49 лет по шкале Нильсена составил 0,7. Это означает, что 0,7 % всех домохозяйств США посмотрело эпизод. Показатели снизились на 29 % по сравнению с премьерным эпизодом, который посмотрели 2,33 млн человек (рейтинг Нильсена 1,0 в группе 18—49 лет).

### Оценки критиков
«Галлюцинации» получили положительные отзывы критиков. Джим Вейвода из IGN оценил эпизод в 9 баллов из 10 и заметил: «Когда мы начинаем узнавать о том, что двигает Марти и Растом как личностями, мы ныряем глубже в экзистенциальное болото. „Настоящий детектив“, возможно, не самый приятный сериал 2014 года, но он прекрасно заставляет вас захотеть нырнуть в эту особенно мрачную кроличью нору».
Эрик Адамс из The A.V. Club поставил эпизоду оценку «B+» и написал: «В истории телевидения полно персонажей, которые делают ту же работу, что и Марти с Растом, в последнее время также полно персонажей, которые ведут себя, как Марти. Но то, что делает „Настоящего детектива“ исключительным телесериалом — это то, что он не пытается надеть маску, вместо это демонстрируя зверя, который находится внутри человека». Брит Хейз из Screen Crush отметила: «В „Галлюцинациях“ становится понятно, что Вуди Харрельсон и Мэттью Макконахи действительно играют типовых персонажей, но, чёрт возьми, у них это очень хорошо получются».
Алан Сепинуолл из HitFix написал: «Итак, хотя мы увидели небольшой прогресс в расследовании дела (в разрушенной церкви на одной из уцелевших стен есть знакомо выглядящий рисунок с рогами), в основном мы наблюдали этих двух мужчин, один из которых утверждает, что знает на всё ответ, хотя не понимает почти ничего о себе о своём окружении, а второй понимает слишком хорошо и поэтому сдался. Подбросьте монетку, чтобы выбрать, кем из них вы бы хотели быть. Ни один из вариантов пока что не кажется привлекательным, хотя сам „Настоящий детектив“ становится ещё более увлекательным во втором эпизоде». Гуилим Мамфорд из The Guardian заметил: «Эпизод посвящён теме маскулинности и тому, как мужчины пытаются контролировать мир вокруг себя — но подозреваемого мы по-прежнему не видим».
Кенни Херцог из Vulture поставил эпизоду 5 баллов из 5 возможных, отметив: «В действительности, если не считать видений Коула с напалмовым небом, преследующих его по дороге во время расследования дела Доры Лэнг, „Галлюцинации“ так же мрачны, как и та сгоревшая церковь первого возрождения». Тони Сокол из Den of Geek также поставил эпизоду 5 звёзд из 5 возможных и написал: «В „Настоящем детективе“ HBO нет чепухи и чуши. Даже флешбэки Раста Коула показаны реалистично. Он может сказать, что реально, а что нет. Будь то остатки наркотиков, придурки из политических кругов или сатанинские каракули в заброшенных церквях, иногда кажется, что он вещает о секретных тайнах вселенной».
Крис О’Хара из TV Fanatic поставил эпизоду 5 баллов из 5 возможных и написал: «Что касается второй части книги, я могу уверенно сказать, что у нас есть победитель. Сериал больше всего напоминает мне „Убийство“, и это, на мой взгляд, хорошо. Это не первая криминальная драма и не последняя, но комбинация Харрельсона и Макконахи, я полагаю, выведет „Настоящий детектив“ из числа всех остальных». Шейн Райан из Paste поставил эпизоду оценку в 9,8 баллов из 10, написав: «Трудно понять, с чего начать, потому что я в восторге от этого сериала, чего не было с каких пор? С „Прослушки“? Но „Прослушка“ совершенно другая… Это, этот „Настоящий детектив“, это предложение отдельной величины, что-то яркое, умное, хотя и по итогу мрачное и подсознательное». Также он отметил, что Макконахи является «началом и концом» телесериала, «вихрем энергии», вокруг которого «крутится» эпизод.